# Strymon heodes
Strymon heodes is een vlinder uit de familie van de Lycaenidae. De wetenschappelijke naam van de soort werd als Thecla heodes in 1909 gepubliceerd door Hamilton Herbert Druce.

## Synoniemen
- Thecla leptocosma Hayward, 1949
- Heoda atacama Johnson & Miller, 1992
- Eiseliana probabila Johnson, Miller & Herrera, 1992
- Heoda suprema Johnson, Miller & Herrera, 1992
- Heoda shapiroi Johnson, Miller & Herrera, 1992